# EconomyBookings.com
EconomyBookings.com és un intermediari de lloguer de cotxes en línia propietat de Booking Group i amb seu a Riga, Letònia.
Visió general EconomyBookings va ser fundada el 2008 a Riga, Letònia, per dos antics atletes de rem, Alen Baibekov i Igor Demtxakov, que prèviament van treballar a la indústria del lloguer de cotxes.
EconomyBookings, com a lloc web, funciona com un agregador per a diverses companyies de lloguer de cotxes globals i local propietat de Booking Group. Booking Group es dedica a oferir serveis d'intermediació de lloguer de cotxes a l'entorn d'Internet utilitzant la plataforma en línia "Economybooking.com". La companyia ocupa un nombre relativament petit de persones, amb tan sols 65 empleats, segons es va esmentar el 2018.